# Imperial Tobacco Group
Imperial Tobacco Group är Storbritanniens största producent av tobaksprodukter (den näst största Storbritannienbaserade producenten efter British American Tobacco sett ur ett globalt perspektiv) och den fjärde största i världen.
Företaget äger sedan 2005 43,5 % av aktierna i Skruf Snus AB.

## Produkter
- Cigaretter
  - Prima (Östeuropa)
  - Bastos (Vietnam, Belgien)
  - Excellence (Afrika)
  - Route 66 (Frankrike, Belgien)
  - Lambert & Butler (Storbritannien)
  - Richmond (Storbritannien)
  - Horizon (Australien, Nya Zeeland)
  - Embassy (Europa)
  - Regal (Storbritannien)
  - Superkings (1983)
  - Windsor Blue (Storbritannien) (2006)
- Andra tobaksprodukter
  - Drum (världens mest sålda rulltobak)
  - Golden Virginia (rulltobak) (1877)
  - Rizla (cigarettpapper)
  - John Player Special
  - John Player King Size
  - Skruf